# Марван Аббуд
Марван Аббуд (нар. 25 серпня 1969) —  леванский політик і суддя, призначений губернатором Бейруту у червні 2020.
Він обіймав посаду губернатора під час Вибухів в порту Бейрута, перебуваючи на телебаченні заплакав, називаючи це «національною катастрофою»
Раніше був головою Вищого Дисциплінарного Органу, призначений на посаду 14 листопада 2012 року. Він відповідав за розгляд звинувачень у корупції серед державних службовців.